# スペインの鉄道
スペインの鉄道は公営及び民営の様々な事業体によって運営されており、4種類の軌間が存在する。2004年の鉄道総延長は14,781 kmであり、うち8,791kmが電化されている。
広軌 (1668 mm)： 11,829 km (うち6,950 kmが直流3000V電化)
標準軌 (1435 mm)： 998 km (全区間交流25000V電化)
狭軌 (1000 mm)： 1,926 km (うち815 kmが電化)
狭軌（914 mm)： 28 km (全区間電化)
大部分の路線をレンフェ・オペラドーラ（スペイン国鉄）が運営しており、それ以外にバスク自治州, カタルーニャ州, バレンシア州などの自治体が運営している。2012年まで狭軌路線の多くをスペイン狭軌鉄道 (FEVE)が運営していた。隣接国に接続する路線を中心に標準軌新線建設や広軌線の標準軌への改軌が、広軌線の三線軌化も含めて構想されている。広軌線の標準軌への改軌に併せて駅のプラットホームの嵩上げも予定されている。

## 歴史

### 草創期
16世紀、太陽の沈まない国とまで言われたスペインであったが、その後は徐々に衰退、19世紀にはスペインは西欧で最も貧しい国となった。経済発展は遅れており、政治的にも不安定であった。
したがって、鉄道の出現は比較的遅かった。スペイン帝国の一部であったキューバでは既に鉄道が敷設されていたが、イベリア半島に建設された最初の鉄道路線は1848年に開業したバルセロナからマタローまでの短い路線である。その後、外国資本による鉄道投資を魅力的にする法案が1850年代に可決されると、大規模な鉄道建設が始まった。

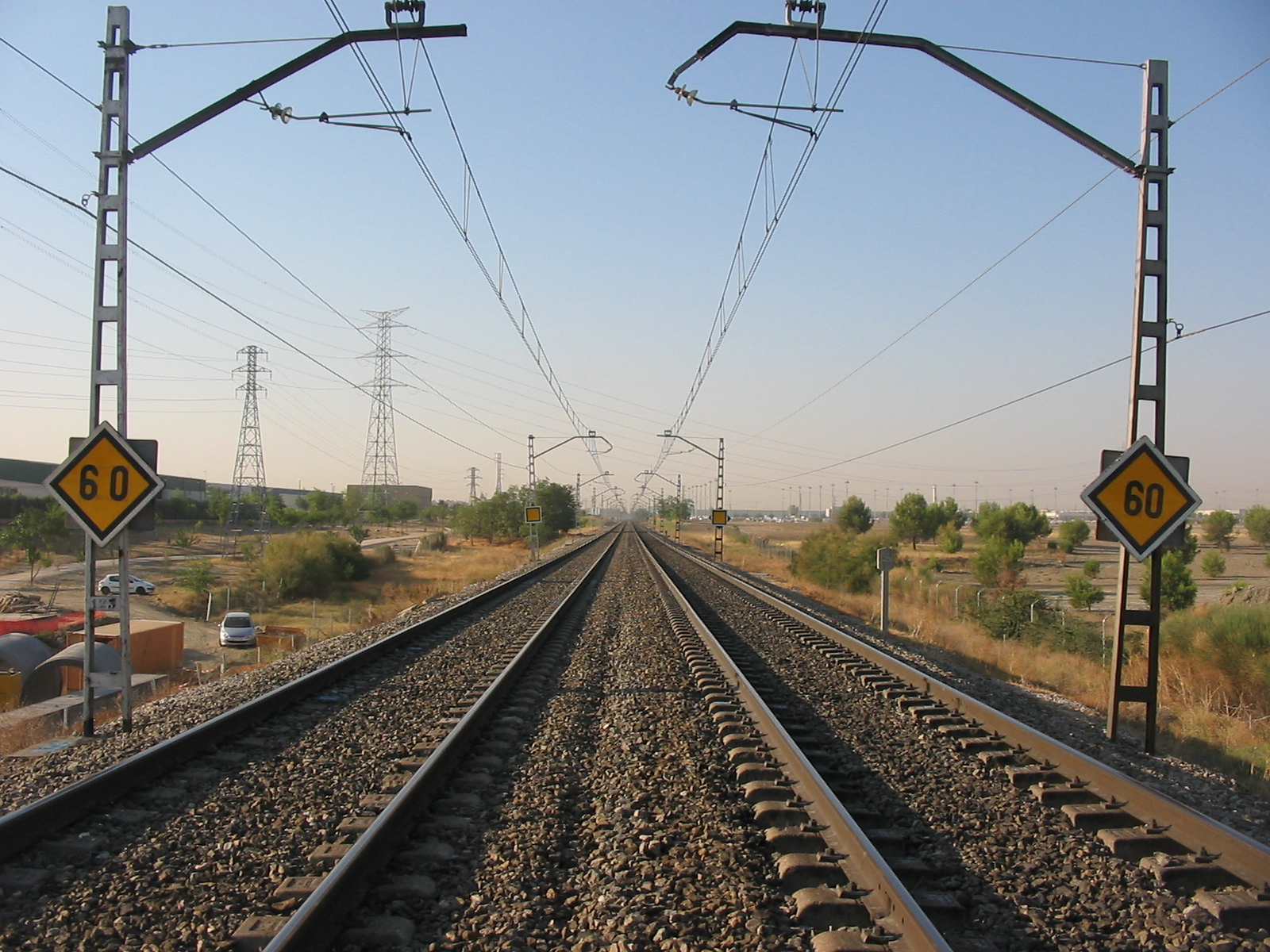
軌間1,668 mmの典型的なイベリア半島の線路とスペイン形の架線

不幸な事として、一般的ではない1,672 mmの広軌 (およそ5フィート6インチ、6カスティーリャフィート)で鉄道を建設するという初期の決定が挙げられる。一説には、この軌間選択には1850年代の隣国フランスへの敵意が影響していると信じられている（スペインの鉄道をフランスのものと異なる軌間にすればフランスの侵入を防げると信じられていた。）また、この決定はヨーロッパでも2番目に山がちな国であるスペインの厳しい峠を越えることの出来る、大きめの蒸気機関車に対応する為になされたとする説もある。結果としてポルトガルの鉄道も広軌 (1,664 mmだがポルトガルの単位でありほぼ同じ) で建設された。以来、スペインとポルトガルは軌間を1,668 mmに合わせている。

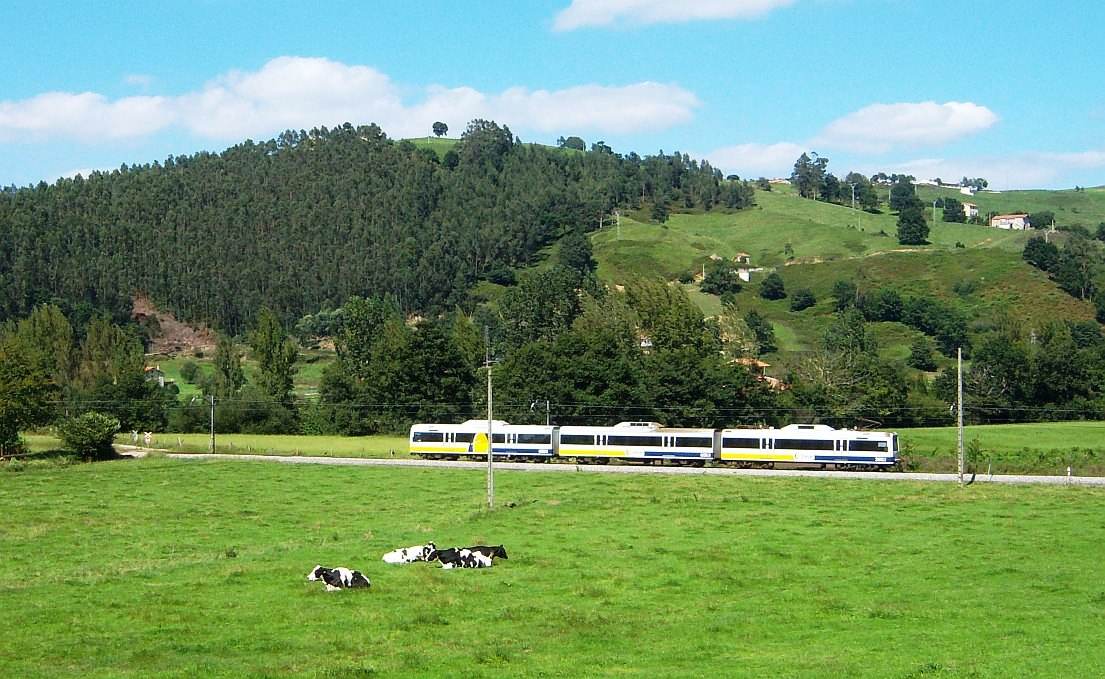
サンタンデール近郊を走るFEVEの列車

この不幸な決定は国際貿易を妨げ、また高い鉄道建設費用の原因として、次世代に後悔された。広範的な広軌路線を別として、北海岸を中心とした山がちな地域では大規模な狭軌鉄道網が建設された。そしてこの地域には狭軌が最も適した選択であった。
主要幹線は1870年代までにおおよそ完成した。最近までのスペインの相対的経済開発不足により、スペインの鉄道網は多くのヨーロッパの国々のように大規模には決して成長しなかった。例えば、面積においてスペインはイギリスの約2.5倍であるが、鉄道はおよそ3,000 km短い。

### スペイン内戦
1930年代のスペイン内戦中、鉄道網は広範囲にわたって被害を受けた。内戦終結後、フランシスコ・フランコ政権はただちに広軌鉄道網を国有化し、1941年にレンフェを設立した。後にFEVEとなる狭軌鉄道も1950年代に国有化された。

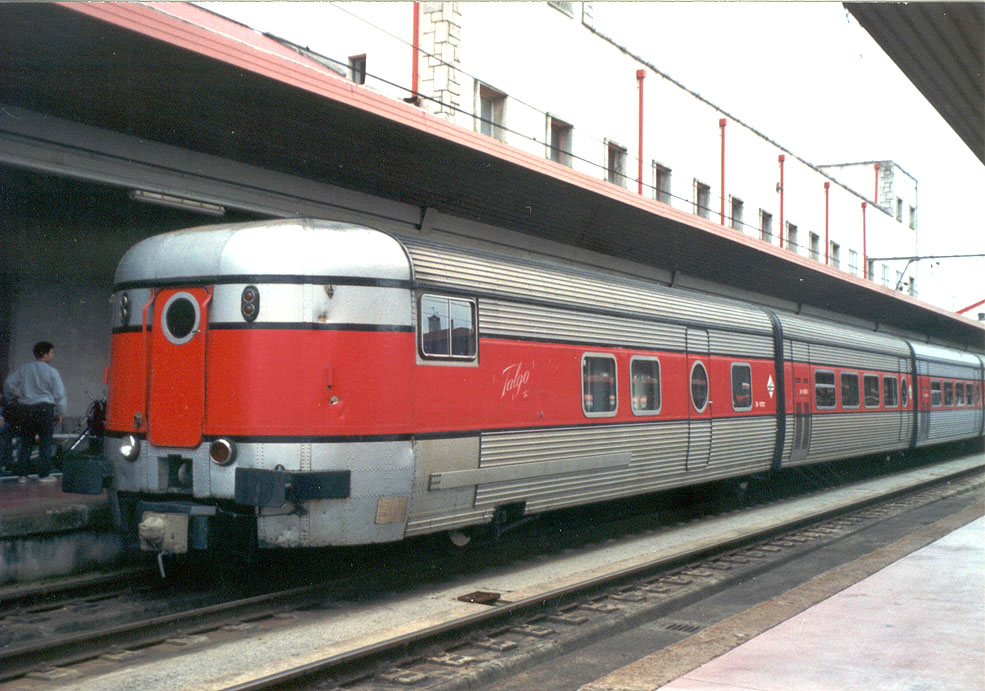
1960年代に設計されたタルゴ IIIの最後尾

鉄道が戦争被害から回復するには何年も掛かった。1950年代、100年前の蒸気機関車に牽かれたインターシティの急行列車がぼろぼろの線路を走っていくのを目にする事は一般的な光景であった。それにも関わらず、アレハンドロ・ゴイコエチェアのような革新者たちはタルゴやTERのような先進的な列車を創った。1975年のフランコ政権体制の終結及びスペインの国際的孤立からの脱出によって初めて、スペインの鉄道は近代化が開始され、残りにヨーロッパに追い付いた。

### 民主化後
1978年以降、スペインの地方分権に伴い、自治州を跨がない狭軌路線の運営をFEVEから州へと移管し、州はバスク鉄道やカタルーニャ公営鉄道 (FGC) などを設立した。マドリード (マドリード地下鉄)、バルセロナ (バルセロナ地下鉄)、バレンシア (メトロバレンシア)、ビルバオ（メトロ・ビルバオ）の各都市は自治体が運営する地下鉄を有している。
スペインの「ビーチングカット」(路線の大量廃止) は1986年から1987年に行われ、多くの放射路線が廃止され、数千kmもの旅客路線が廃止された。
2003年の鉄道部門法 (スペイン語：Ley del Sector Ferroviario) により鉄道施設の管理・維持・建設が列車運行から切り離された。現在、最重要の活動は新たな公開会社、ADIF（スペイン鉄道インフラ管理機構、Administrador de Infraestructuras Ferroviarias）としての責務である。一方でレンフェ・オペラドーラは車両を保有し、旅客輸送及び貨物輸送の計画・マーケティング・運行に対し責務がある。ただし、もはや法的独占権は持たない。
スペインの鉄道は労働運動における破壊活動やバスク祖国と自由（ETA）やアルカーイダによるテロ攻撃の標的となってきた。なかでも特筆すべきは2004年3月11日にアルカーイダが起こしたマドリード列車爆破テロ事件である。

### 高速鉄道

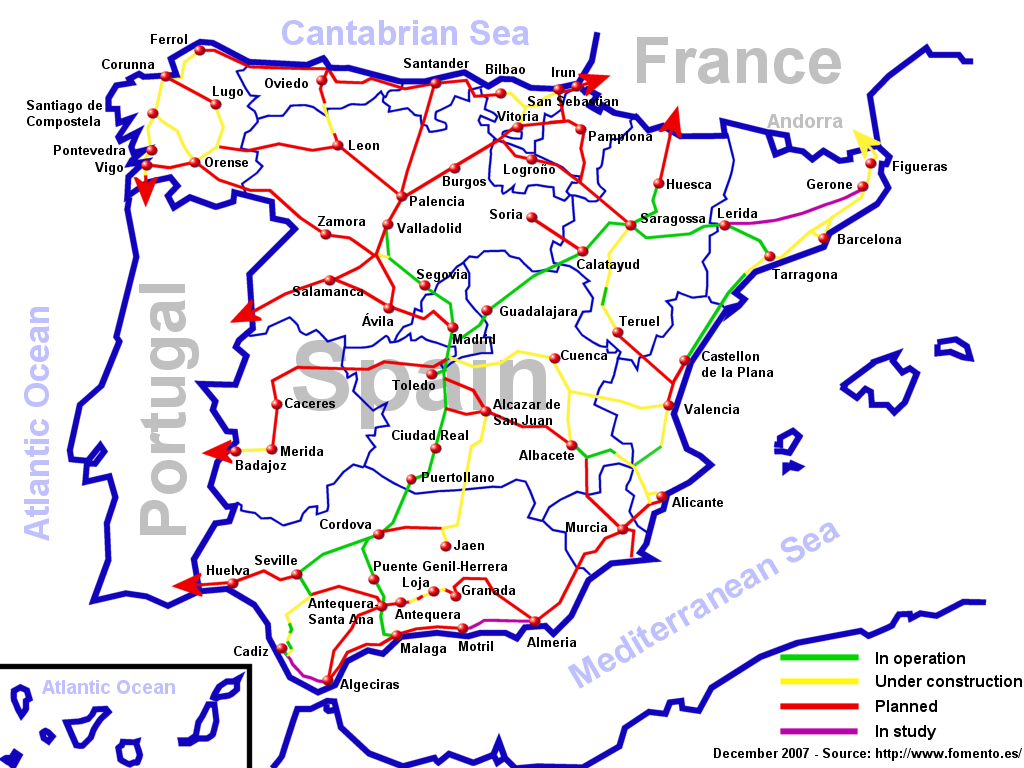
2007年12月時点で営業中・建設中・計画中の高速鉄道

近年のスペインの鉄道は多くの投資を受けており、その多くは欧州連合からのものである。1992年に標準軌の高速鉄道 (AVE) がマドリードとセビリアの間に建設された。2003年にはマドリードからリェイダまでの新線が開業し、2008年にはバルセロナまで延長された。同年、マドリードからバリャドリッドまで及びコルドバからマラガまでの路線が開業した。
マドリード - バルセロナ線はピレネー山脈直下を国際トンネルで貫きフランスの高速鉄道であるTGVと接続するペルピニャンまでの延伸が進められている。しかしながら、国境のフランス側の建設認可におけるフランス政府側の遅れはスペインの計画をある程度遅らせた。さらなる高速鉄道路線はセビリアからカディス、マドリードからバレンシアとリスボンの間で建設が進められている。また同じく建設中のバスクYはバスク州の3つの県都を相互に結ぶ。
高速鉄道はスペインの輸出の柱でもあったが、2013年7月のサンティアゴ・デ・コンポステーラ列車脱線事故によって信頼性が大きく揺らいでいる。

## 事業者
- レンフェ・オペラドーラ：スペイン国有の鉄道インフラ保有会社であるスペイン鉄道インフラ管理会社ADIFが保有する1668 mmのイベリア軌間及び1435 mmの欧州標準軌路線において貨物及び旅客列車を運営する公社。
- バスク鉄道 (Eusko Trenbideak)：バスク州において狭軌鉄道を運営する事業者。
- ソーリェル鉄道 (FS) ：914 mm軌間のナローゲージの電化鉄道をマヨルカ島のパルマとソーリェルの間で運行する事業者。
- マヨルカ鉄道 (SFM) ：マヨルカ島でメーターゲージの路線網を運営する事業者。
- バレンシア公営鉄道 (FGV) ：バレンシア州でメーターゲージ路線を運営する事業者。.
- カタルーニャ公営鉄道 (FGC) ：カタルーニャ州で 140 km のメーターゲージ路線と 42 km の標準軌路線、89 km の広軌路線、2つのメーターゲージラック式鉄道、4つのフニクラ (ケーブルカー) を運営する事業者。
- アクシオナ鉄道サービス(en)：アクシオナ社の子会社。アストゥリアス州とカスティーリャ・イ・レオン州のレオン県を結ぶ石炭輸送貨物鉄道を運営する事業者。

## 地下鉄・ライトレール

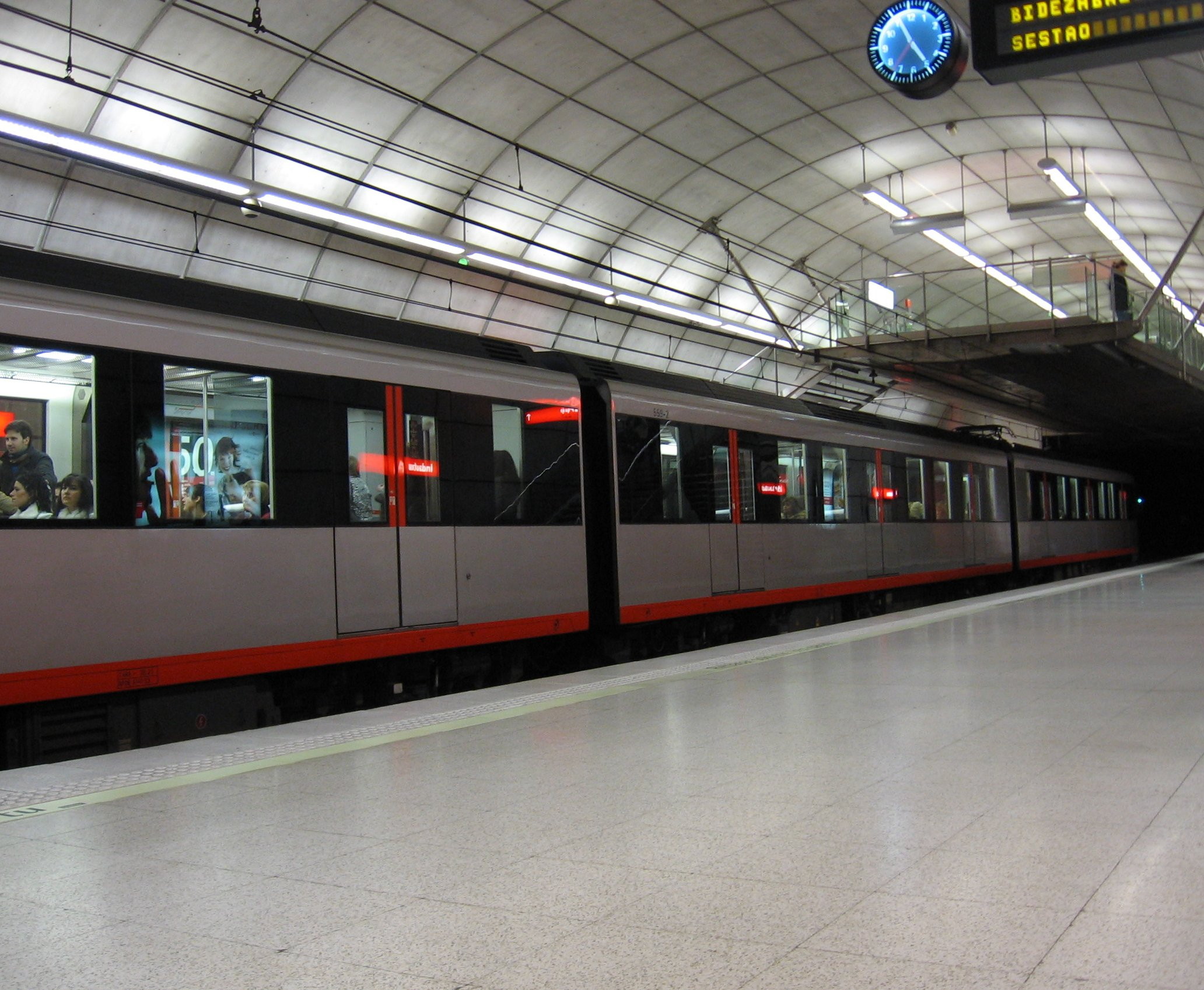
ビルバオ地下鉄

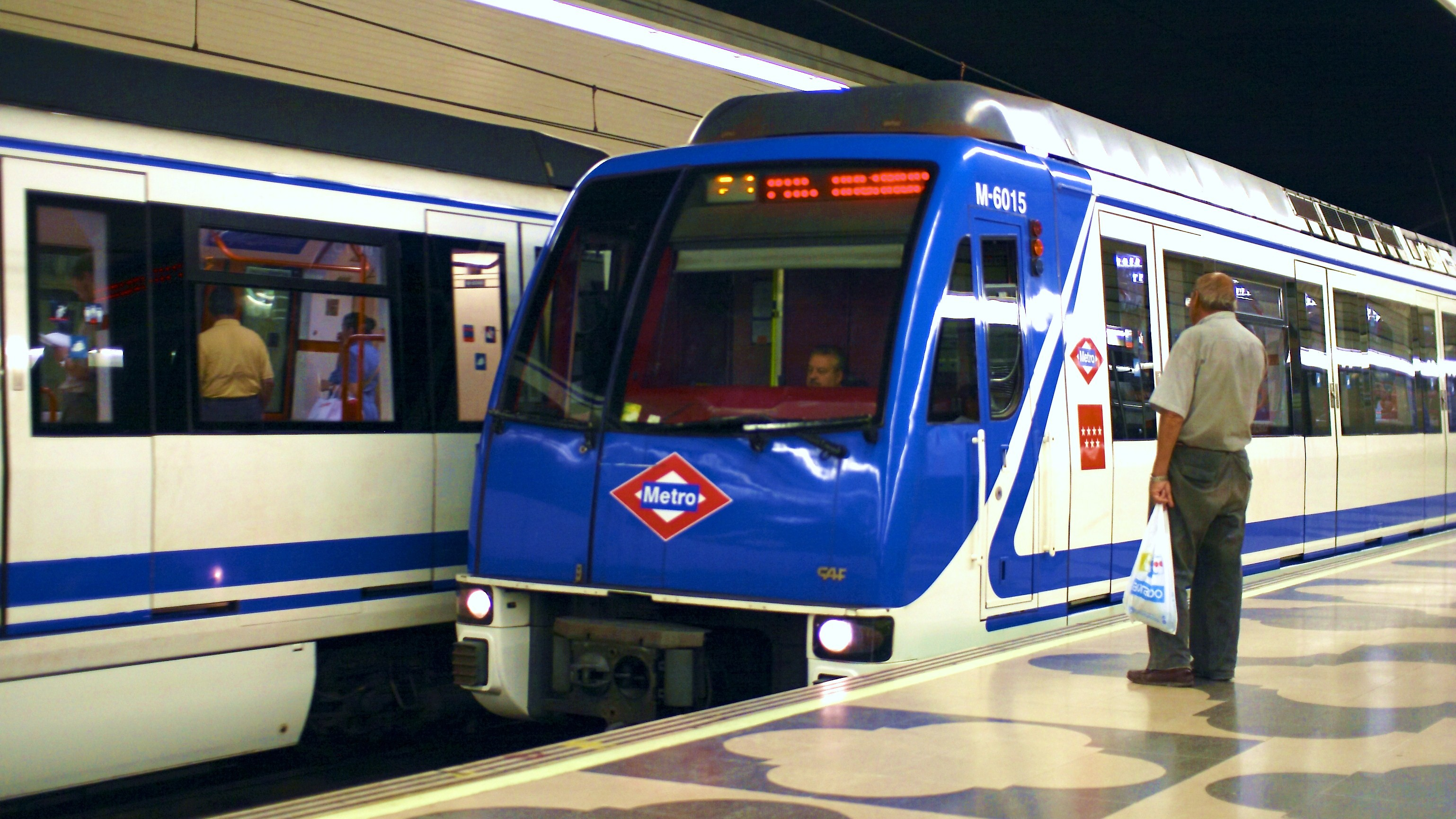
マドリード地下鉄

- アリカンテ : アリカンテ・トラム（スペイン語版）
- バルセロナ : バルセロナ地下鉄、バルセロナのトラム（スペイン語版）
- ビルバオ : メトロ・ビルバオ、ビルバオ・トラム
- マドリード : マドリード地下鉄
- バレンシア : メトロバレンシア
- マラガ : マラガ地下鉄（スペイン語版）
- パルマ・デ・マヨルカ : パルマ・メトロ（スペイン語版）
- ビトリア＝ガステイス : ビトリア＝ガステイス・トラム)
- サンタ・クルス・デ・テネリフェ : テネリフェ・トラム
- セビリア : セビリア・メトロ
- グラナダ : グラナダ・トラム（スペイン語版）
- パルラ : パルラ・トラム
- ベレス＝マラガ : ベレス＝マラガ・トラム : 2006年に開業した2012年に運行を休止した。

## 隣国との接続
- アンドラ - 無し
- フランス - 有り - 軌間相違 1668mm/1435mm (新しい高速鉄道線は1435mmの同一軌間)
- ポルトガル - 有り - 1668mmの同一軌間
- ジブラルタル - 無し
- モロッコ - 無し - 海底トンネル計画（ジブラルタルトンネル）有り。軌間相違 1668mm/1435mm 。